# Снарк Секереша
Снарк Секереша — снарк с 50 вершинами и 75 рёбрами, пятый известный снарк. Открыт Дьёрдьем Секерешем в 1973 году.
Как и всякий снарк, является связным кубическим графом без мостов с хроматическим индексом 4. Не является ни планарным, ни гамильтоновым, но при этом гипогамильтонов.
Другой известный снарк с 50 вершинами — снарк Уоткинса, открытый Уоткинсом в 1989 году.

## Общие свойства
Максимальный эксцентриситет вершин или диаметр снарка Секереша равен 7. Минимальный эксцентриситет вершин или радиус этого снарка равен 6. Длина самого короткого цикла равна  5. Снарк Секереша является вершинно 3-связным  и рёберно 3-связным графом.

## Алгебраические свойства
Группа автоморфизмов снарка Секереша имеет порядок 20.
Характеристический многочлен матрицы смежности снарка Секереша равен 
{\displaystyle (x-3)(x-1)^{9}(x+2)^{8}(x^{8}-x^{7}-12x^{6}+10x^{5}+41x^{4}-25x^{3}-43x^{2}+13x+6)^{4}}.

## Галерея

Хроматическое число снарка Секереша равно 3.
Хроматический индекс снарка Секереша равен 4.
Альтернативное представление снарка Секереша.